# Nettastoma parviceps
Nettastoma parviceps is een straalvinnige vissensoort uit de familie van toveralen (Nettastomatidae). De wetenschappelijke naam van de soort is voor het eerst geldig gepubliceerd in 1877 door Günther.